# Wey Gaoshan
Wey Gaoshan (кит. трад. 魏牌高山, пиньинь Wèipái Gāoshān) — минивэн, выпускающийся подразделением Wey компании Great Wall Motor.

## Описание

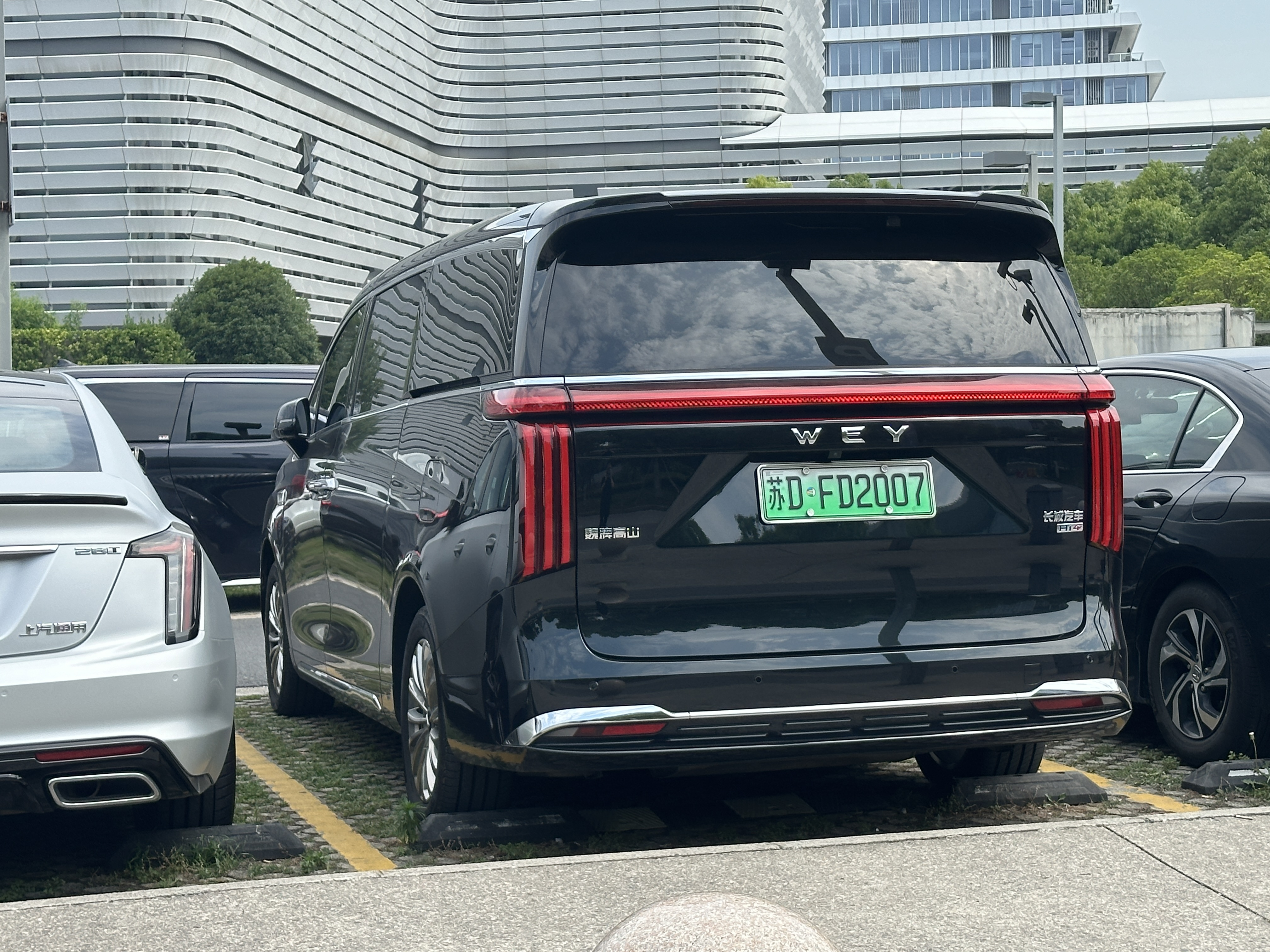
Вид сзади

Продажи Wey Gaoshan начались 19 октября 2023 года в Китае по цене от 335800 до 405800 юаней. Его габариты составляют 5045 (у LWB — 5405)/1960/1900 мм, а колёсная база — 3085 (у LWB — 3275) мм. Вместимость варьируется от 6 до 7 мест.

## Технические характеристики
Wey Gaoshan оснащён 1,5-литровым двигателем с турбонаддувом и двумя электродвигателями. Мощность ДВС составляет 115 кВт. В сочетании с электродвигателем мощностью 135 кВт суммарная мощность составляет 358 (у LWB — 337) кВт, а крутящий момент — 762 (у LWB — 644) Н·м. До 100 км/ч автомобиль разгоняется за 5,7 сек. Тройной литиевый аккумулятор ёмкостью 37,96 кВт·ч обеспечивает запас хода 175 км по циклу CLTC в чисто электрическом режиме.

## Мировые рынки

### ОАЭ
В апреле 2024 года Wey Gaoshan официально был представлен в Дубае. Таким образом, были ознаменованы поставки первой партии Wey Gaoshan на рынки Ближнего Востока.

### Россия
О продажах Wey Gaoshan на российском рынке было объявлено в октябре 2024 года. Автомобиль получил название Wey 80. Комплектации — Premium (7 мест) и Business Lounge (6 мест). Конкурентом является Toyota Alphard. Продажи намечены на ноябрь 2024 года.